# Ibrahim Rojas
Ibrahim Rojas (n. 10 octombrie 1975, Santa Cruz del Sur⁠(d), Camagüey Province⁠(d), Cuba) este un canoist ce a reprezentat Cuba, medaliat olimpic. A participat la 2 ediții ale Jocurilor Olimpice (2000, 2004) în care a câștigat două medalii de argint.